# Sân vận động Free State
Sân vận động Free State (tiếng Anh: Free State Stadium; tiếng Afrikaans: Vrystaatstadion), hiện được gọi là Sân vận động Toyota vì lý do tài trợ và trước đây được gọi là Vodacom Park, là một sân vận động ở Bloemfontein, Cộng hòa Nam Phi. Sân được sử dụng chủ yếu cho các trận đấu bóng bầu dục liên hiệp cũng như thỉnh thoảng được sử dụng cho các trận đấu bóng đá. Sân ban đầu được xây dựng cho Giải vô địch bóng bầu dục thế giới 1995. Đây là một trong những địa điểm tổ chức các trận đấu tại Giải vô địch bóng đá thế giới 2010.
Các đội thuê chính của sân là:
- Cheetahs, một đội bóng bầu dục liên hiệp đại diện cho các tỉnh Free State và Bắc Cape trong giải đấu quốc tế Pro14.
- Free State Cheetahs, một đội bóng bầu dục liên hiệp đang thi đấu tại Currie Cup, giải đấu bóng bầu dục liên hiệp quốc nội của Cộng hòa Nam Phi.
- Bloemfontein Celtic, một đội bóng đá đang thi đấu tại Giải bóng đá Ngoại hạng Nam Phi.

## Các trận đấu đáng chú ý

### Giải vô địch bóng đá thế giới 2010
Trước 2010 FIFA World Cup, một khán đài thứ hai đã được bổ sung vào khán đài chính ở bên trái sân, nâng sức chứa sân từ 36.538 người lên 40.911 người. Ngời ra sân còn được bố trí bổ sung đèn chiều sáng, bảng điện tử, hệ thống truyền thông.
Bloemfontein đã nhận R221 triệu để nâng cấp sân . Công việc nâng cấp bắt đầu vào tháng 7 năm 2007.
| Ngày       | Thời gian (UTC+2) | Đội #1   | Res. | Đội #2   | Vòng        | Khán giả |
| ---------- | ----------------- | -------- | ---- | -------- | ----------- | -------- |
| 2010-06-14 | 16.00             | Nhật Bản | 1–0  | Cameroon | Group E     | 30.620   |
| 2010-06-17 | 16.00             | Hy Lạp   | 2–1  | Nigeria  | Group B     | 31.593   |
| 2010-06-20 | 13.30             | Slovakia | 0–2  | Paraguay | Group F     | 26.643   |
| 2010-06-22 | 16.00             | Pháp     | 1–2  | Nam Phi  | Group A     | 39.415   |
| 2010-06-25 | 20.30             | Thụy Sĩ  | 0–0  | Honduras | Group H     | 28.042   |
| 2010-06-27 | 16.00             | Đức      | 4–1  | Anh      | Round of 16 | 40.510   |